# Levie
Levie (korziško Livia) je naselje in občina v francoskem departmaju Corse-du-Sud regije - otoka Korzike. Leta 1999 je naselje imelo 696 prebivalcev.

## Geografija
Kraj leži v južnem delu otoka Korzike znotraj naravnega regijskega parka Korzike, 27 km severovzhodno od Sartène.

## Uprava
Levie je sedež istoimenskega kantona, v katerega so poleg njegove vključene še občine Carbini, San-Gavino-di-Carbini in Zonza s 3.336 prebivalci. Kanton je sestavni del okrožja Sartène.

## Zanimivosti
- ruševine prazgodovinske utrdbe Cucuruzzu;